# Planck-egységek
A fizikában a Planck-egységek fizikai mértékegységrendszert alkotnak, melyet eredetileg Max Planck javasolt. Ezek az egységek természetes egységek, mivel alapvető fizikai állandók definiálják és nem mesterséges emberi konstrukciók. Ha az említett fizikai állandókat a Planck-egységekben fejezzük ki, akkor mindegyik értékére egyet kapunk, ezért a fizika egyenletei ezekben az egységekben nagyon elegáns módon leegyszerűsödnek. Más természetes egységrendszer is elképzelhető, közöttük azonban a Planck-egységek egyedülállónak tekinthetők azért, mert ezek nem valamiféle objektumok, hanem a szabad tér tulajdonságain alapulnak.

## Fizikai állandók
| Állandó                                    | Jel | Dimenzió     |
| ------------------------------------------ | --- | ------------ |
| fénysebesség vákuumban                     | {\displaystyle {c}\ } | L T−1        |
| gravitációs állandó                        | {\displaystyle {G}\ } | M−1L3T−2     |
| redukált Planck-állandó vagy Dirac-állandó | {\displaystyle \hbar ={\frac {h}{2\pi }}} ahol {\displaystyle {h}\ } a Planck-állandó                                                   | ML2T−1       |
| Coulomb-állandó                            | {\displaystyle {\frac {1}{4\pi \epsilon _{0}}}} ahol {\displaystyle {\epsilon _{0}}\ } a vákuum permittivitása (dielektromos állandója) | Q−2 M L3 T−2 |
| Boltzmann-állandó                          | {\displaystyle {k}\ } | ML2T−2Θ−1    |

## Alapegységek
| Név                | Dimenzió              | Képlet                                                                                                 | SI-érték          |
| ------------------ | --------------------- | --- | ----------------- |
| Planck-idő         | Idő (T)               | {\displaystyle t_{P}={\frac {l_{P}}{c}}={\frac {\hbar }{m_{P}c^{2}}}={\sqrt {\frac {\hbar G}{c^{5}}}}} | 5,39124·10−44 s   |
| Planck-hossz       | Hossz (L)             | {\displaystyle l_{P}={\sqrt {\frac {\hbar G}{c^{3}}}}}                                                 | 1,616252·10−35 m  |
| Planck-tömeg       | Tömeg (M)             | {\displaystyle m_{P}={\sqrt {\frac {\hbar c}{G}}}}                                                     | 2,17644·10−8 kg   |
| Planck-töltés      | Elektromos töltés (Q) | {\displaystyle q_{P}={\sqrt {\hbar c4\pi \epsilon _{0}}}}                                              | 1,8755459·10−18 C |
| Planck-hőmérséklet | Hőmérséklet (Θ)       | {\displaystyle T_{P}={\frac {m_{P}c^{2}}{k}}={\sqrt {\frac {\hbar c^{5}}{Gk^{2}}}}}                    | 1,416785·1032 K   |

## Származtatott egységek
| Név                  | Mennyiség                         | Képlet | SI-érték           |
| -------------------- | --------------------------------- | --- | ------------------ |
| Planck-energia       | Energia (ML2T−2)                  | {\displaystyle E_{P}=m_{P}c^{2}={\frac {\hbar }{t_{P}}}={\sqrt {\frac {\hbar c^{5}}{G}}}}                                        | 1,9561·109 J       |
| Planck-impulzus      | Impulzus (MLT−1)                  | {\displaystyle p_{P}=m_{P}c={\frac {\hbar }{ct_{P}}}={\sqrt {\frac {\hbar c^{3}}{G}}}}                                           | 6,52485 Ns         |
| Planck-erő           | Erő (MLT−2)                       | {\displaystyle F_{P}={\frac {E_{P}}{l_{P}}}={\frac {\hbar }{l_{P}t_{P}}}={\frac {c^{4}}{G}}}                                     | 1,21027·1044 N     |
| Planck-teljesítmény  | Teljesítmény (ML2T−3)             | {\displaystyle P_{P}={\frac {E_{P}}{t_{P}}}={\frac {\hbar }{t_{P}^{2}}}={\frac {c^{5}}{G}}}                                      | 3,62831·1052 W     |
| Planck-sűrűség       | Sűrűség (ML−3)                    | {\displaystyle \rho _{P}={\frac {m_{P}}{l_{P}^{3}}}={\frac {\hbar t_{P}}{l_{P}^{5}}}={\frac {c^{5}}{\hbar G^{2}}}}               | 5,15500·1096 kg/m3 |
| Planck-körfrekvencia | Körfrekvencia (T−1)               | {\displaystyle \omega _{P}={\frac {1}{t_{P}}}={\sqrt {\frac {c^{5}}{\hbar G}}}}                                                  | 1,85487·1043 Hz    |
| Planck-nyomás        | Nyomás (ML−1T−2)                  | {\displaystyle p_{P}={\frac {F_{P}}{l_{P}^{2}}}={\frac {\hbar }{l_{P}^{3}t_{P}}}={\frac {c^{7}}{\hbar G^{2}}}}                   | 4,63309·10113 Pa   |
| Planck-áramerősség   | Elektromos áram (QT−1)            | {\displaystyle I_{P}={\frac {q_{P}}{t_{P}}}={\sqrt {\frac {c^{6}4\pi \epsilon _{0}}{G}}}}                                        | 3,4789·1025 A      |
| Planck-feszültség    | Elektromos feszültség (ML2T−2Q−1) | {\displaystyle V_{P}={\frac {E_{P}}{q_{P}}}={\frac {\hbar }{t_{P}q_{P}}}={\sqrt {\frac {c^{4}}{G4\pi \epsilon _{0}}}}}           | 1,04295·1027 V     |
| Planck-impedancia    | Elektromos ellenállás (ML2T−1Q−2) | {\displaystyle Z_{P}={\frac {V_{P}}{I_{P}}}={\frac {\hbar }{q_{P}^{2}}}={\frac {1}{4\pi \epsilon _{0}c}}={\frac {Z_{0}}{4\pi }}} | 29,9792458 Ω       |